# Pax Imperia: Die Sternenkolonie
Pax Imperia: Die Sternenkolonie (engl. Originaltitel: Pax Imperia: Eminent Domain) ist ein US-amerikanisches Echtzeit-Strategiespiel von Heliotrope Studios aus dem Jahr 1997 und Nachfolger zum 1992 erschienenen Rundenstrategiespiel Pax Imperia.

## Beschreibung
In Pax Imperia: Die Sternenkolonie lassen sich Rasse, Größe der Galaxie und Raumschiffdesign auf die eigenen Vorlieben anpassen. Man kann aus einer von insgesamt acht Rassen auswählen. Es gilt Technologien wie bspw. Laserwaffen und Schutzschilde zu erforschen, Raumflotten aufzubauen, Raumkolonien zu gründen, auszubauen und vor Überfällen zu schützen. Die Verwaltung der Kolonien lässt sich automatisieren. Die Kolonien können stufenweise ausgebaut und befestigt werden. Die Raumschlachten werden in Echtzeit ausgetragen. Dem Spieler steht es frei, sich durch friedliche Kolonisierung oder Eroberung ein Sternenreich aufzubauen.
Im Gegensatz zum Vorgängerspiel kann man andere Sternensysteme nur noch per Wurmlöcher bereisen. Diese Wurmlöcher bzw. Sprungpunkte bilden ein regelrechtes Transport-Netzwerk durch das All. Auf den Planeten herrschen verschiedene Atmosphären, die nicht jede Rasse bewohnen und somit kolonisieren kann.
Das Spiel orientiert sich von seinem Aufbau und der Spielmechanik her an Master of Orion II: Battle at Antares aus dem Jahr 1996.

## Entwicklungsgeschichte
Im Jahr 1995 verkündete Blizzard Entertainment in Zusammenarbeit mit Changeling Software (später in Heliotrope Studios umbenannt), dass sie gemeinsam an einem Nachfolger zum 1992 erschienenen Rundenstrategiespiels Pax Imperia arbeiteten, das um Weihnachten für den PC sowie Macintosh erhältlich sein solle. Aus marktstrategischen Gründen wollte sich Blizzard Entertainment jedoch keine interne Konkurrenz zu ihrem Science-Fiction-Titel StarCraft schaffen, daher wurden die Rechte im August 1996 an THQ verkauft. THQ wiederum beauftragte die Heliotrope Studios mit der Fertigstellung des Spiels. 1997 wurde Pax Imperia 2 als Pax Imperia: Eminent Domain für den PC und Macintosh veröffentlicht.
2013 wurden die Rechte an Pax Imperia im Rahmen der Zerschlagung von THQ zusammen mit anderen Titeln vom schwedischen Publisher Nordic Games erworben.

## Pressespiegel
„Und wenn ich einmal groß bin, werde ich ein richtiges Echtzeitstrategiespiel: Die Kampfszenen entbehren jedweder taktischen Relevanz und sind damit schlichtweg überflüssig. Ansonsten hält Pax Imperia, was man sich von einem Master of Orion 2-Clone verspricht, drängt sich aber mangels spielerischer Fortschritte nicht gerade als Pflichtübung für versierte Spieler auf.“

„Master of Orion 2 ist zwar weder so schön, noch so komplex wie das mit SVGA-Farben und orchestraler Musik aufwartende Pax Imperia 2, bleibt für mich aber immer noch die erste Wahl. Der dort zum Zuge kommende Rundenmodus erscheint mir für solch ein komplexes Werk angemessener. Auch hat man bei Pax-Programmierteam Heliotrope ein wenig zu dreist von dem Klassiker abgekupfert. Dieses Manko hat auch den Vorteil, daß sich Kenner der Materie sehr schnell bei Pax Imperia 2 zurechtfinden. Ganz anders verhält es sich dagegen für Genre-Neulinge. Die werden ein Tutorial schmerzlich vermissen und sich erst mal ein paar krasse Niederlagen abholen, bevor sie das Geschehen in seiner ganzen Komplexität begreifen. Aber diese Mühe lohnt sich durchaus, denn die tadellose Bedienung mit ihren übersichtlichen Menüs und vielen sinnvollen Automatikroutinen verdient höchstes Lob. Der abwechslungsreiche Spielverlauf wird auch nicht so schnell langweilig.“